# Baray
Baray är ett distrikt i Kambodja.   Det ligger i provinsen Kompong Thom, i den centrala delen av landet, 100 km norr om huvudstaden Phnom Penh. Antalet invånare är 159 586.